# Nagri Kalan
Nagri Kalan (en hindi: नग्री कलन) es una localidad de la India, en el distrito de Dhanbad, estado de Jharkhand.

## Geografía
Se encuentra a una altitud de 723 m s. n. m. a 15 km de la capital estatal, Ranchi, en la zona horaria UTC+05:30.

## Demografía
Según estimación 2010 contaba con una población de 9 120 habitantes.